# ラボーナ

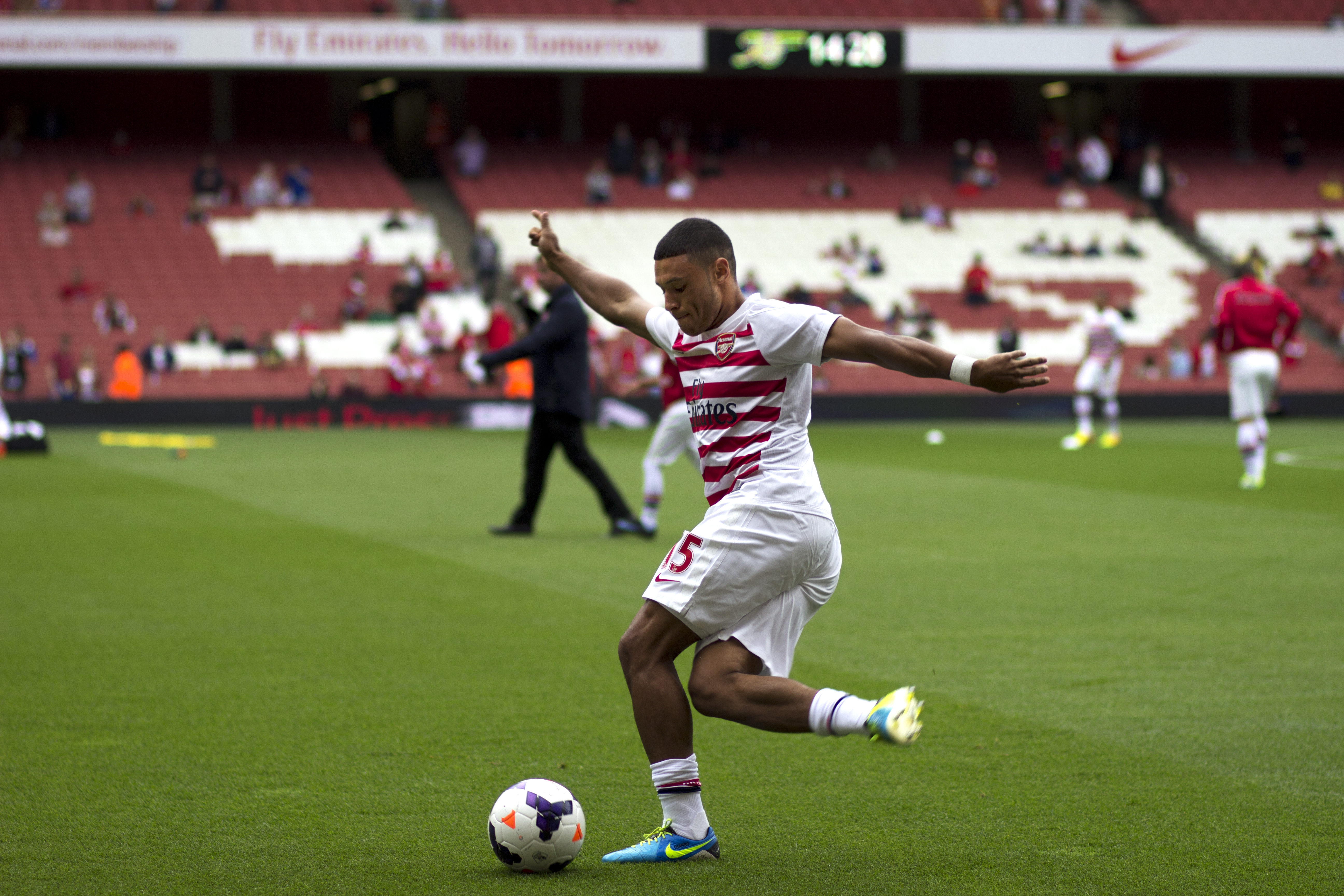
ラボーナを試みるアレックス・オックスレイド＝チェンバレン。右足を軸足（左足）の後ろを通してボールを蹴ろうとしている。

サッカーにおけるラボーナ (Rabona) は、軸足の後ろを廻って蹴り足を交差させボールを蹴る技術である。
このような方法でボールを蹴る理由はいくつかある。例えば、ゴール正面よりもわずかに右側をゴールに向かって前進している左利きのストライカーが右足のシュートでは威力あるいは正確性が十分ではないと感じた時、よりよいシュートを打つためにラボーナを行う。また、左利きのウインガーが競技場の右サイドでプレーしている時、初めにターンすることなくクロスを送ることができる。ラボーナを行うと、ディフェンスの選手を混乱させることができることや、単に難しい技術を行うことで自身の能力を誇示する目的で行われることもある。
リカルド・インファンテは、アルゼンチンのクラブであるエストゥディアンテス・デ・ラ・プラタとCAロサリオ・セントラルの試合において1948年にラボーナを初めて披露し、35m級のロングシュートを決めた。その後、サッカー雑誌『エル・グラフィコ』が、生徒の格好をしたインファンテを表紙にし「インファンテは学校をずる休みをした」という見出しを付けた（スペイン語でrabonaはずる休みをすることを意味する）。この時から、この技術はラボーナと呼ばれるようになった。1970年代、この技術は単純に「クロスキック」と呼ばれていた。
試合中にラボーナを効果的に使うことでよく知られている選手としては、ディエゴ・マラドーナ、アルベルト・アクイラーニ、ナニ、デヴィッド・ダン、リカルド・クアレスマ、クリスティアーノ・ロナウド、アンヘル・ディ・マリア、ロナウジーニョ、マリオ・バロテッリ、ダビド・ビジャ、ヴェスレイ・スナイデル、ズラタン・イブラヒモビッチ、ルイス・スアレス、マティアス・ウルバーノ、ダヴィデ・モスカルデッリ、エデン・アザール、エリク・ラメラらである。ラメラは、2014-15シーズンのUEFAヨーロッパリーグ・グループリーグ第3節アステラス・トリポリスFC戦におけるラボーナでのゴールが同大会のベストゴールに選出され 、また2020-21シーズンのプレミアリーグ第28節アーセナルFC戦におけるラボーナでのゴールにより2021年のFIFAプスカシュ賞を受賞している。
ラボーナは、タンゴで使われるダンスステップでもある。このステップの名前は、サッカーのキックから取られた。